# Rząd Jarosława Stećki
Rząd Jarosława Stećki (Krajowy Rząd Zachodnich Obwodów Ukrainy) – rząd ukraiński, utworzony po ogłoszeniu Aktu odnowienia Państwa Ukraińskiego 30 czerwca 1941, funkcjonował 7 dni (do 6 lipca 1941). Na premiera rządu desygnowano Jarosława Stećko.

## Lwów po wejściu armii niemieckiej
30 czerwca 1941 do Lwowa wkroczył batalion „Nachtigall” o siedem godzin wyprzedzając regularne jednostki niemieckie. Tego samego dnia, stworzony kilka dni wcześniej przez banderowców Ukraiński Komitet Narodowy proklamował niepodległość Ukrainy i powierzył Jarosławowi Stećko utworzenie rządu. Iwan Hrynioch, referent duszpasterstwa oddziału „Nachtigall” uzyskuje od metropolity obrządku greckokatolickiego Andrzeja Szeptyckiego aprobatę na utworzenie rządu i ogłoszenie niepodległości. Proklamację o tym wydarzeniu odczytano przez lwowską radiostację. 
W okresie między 30 czerwca a 7 lipca 1941  mają miejsce dwa masowe mordy w mieście tj. pogrom Żydów oraz profesorów lwowskich. Rozlepiane odezwy obwieszczały ludności Lwowa zamiar OUN-R proklamowania „Ukrajińskoj Samostijnoj Derżawy”. „Lachów, Żydów i komunistów niszcz bez litości, nie miej zmiłowania dla wrogów Ukraińskiej Rewolucji Narodowej” – wzywały w tym czasie jawnie do mordów ulotki OUN wręczane przechodniom. Do 3 lipca miejscowa ludność zabiła ok. 4 tys. Żydów.

## Historia utworzenia rządu
Początkowo planowano, że premierem rządu ukraińskiego zostanie Stepan Bandera, ale został on zatrzymany przez władze niemieckie w Krakowie. Powstanie rządu notyfikowano oficjalnie Niemcom i państwom – sojusznikom III Rzeszy – Włochom, Węgrom, Rumunii, Finlandii, Słowacji. 
Rząd ten nie został uznany przez żadne państwo na świecie, w tym czasie na emigracji działał rząd URL z siedzibą w Berlinie, który był legalnym reprezentantem narodu ukraińskiego.
2 lipca 1941 przebywający w Berlinie minister spraw zagranicznych rządu Wołodymyr Stachiw wystosował do ministra spraw zagranicznych III Rzeszy Joachima Ribbentropa list, w którym poinformował o ogłoszeniu 30 czerwca niepodległości Ukrainy.
Na ultimatum Hitlera, żądające odwołania Aktu, jego sygnatariusze: przewodniczący OUN Stepan Bandera, premier rządu ukraińskiego Jarosław Stećko i przewodniczący UNK Wołodymyr Horbowy, odpowiedzieli odmownie.
Reakcja Niemców była natychmiastowa – 3 lipca 1941 zabroniono Banderze opuszczać krakowskie mieszkanie, a 5 lipca wywieziono go razem z współpracownikami Romanem Ilnyckim i Wołodymyrem Stachiwem do Berlina.
5 lipca rozwiązano rząd Jarosława Stećki, a jego członków (Wasyl Mudry, Wiktor Andrijewski, Roman Szuchewycz, Wołodymyr Janiw) przewieziono do Krakowa. Odpowiadali tam początkowo z wolnej stopy. 6 lipca Adolf Hitler wydał rozkaz rozpędzenia rządu Stećki, w tym dniu również rozpoczęły się represje skierowane przeciw działaczom OUN-B. Także 6 lipca we Lwowie OUN-B powołała Radę Seniorów.
9 lipca aresztowano Jarosława Stećkę, a 11 lipca 1941 resztę rządu. W dniach 11–23 lipca prowadzono tajne negocjacje w Sulejówku, jednak działaczy OUN-B nie udało się nakłonić do rezygnacji z niepodległości.
W połowie lipca czasowo zwolniono Stećkę, a 20 lipca Banderę z współpracownikami. Uwolnienie działaczy OUN-B miało pomóc w wykorzystaniu Ukraińców do walki z ZSRR. Jednocześnie 20 lipca Hitler podpisał rozkaz o utworzeniu Komisariatu Rzeszy Ukraina (od 1 września 1941), co ostatecznie grzebało szanse na utworzenie państwa ukraińskiego. 5 sierpnia 1941 dowództwo 17 Armii wydało rozkaz o aresztowaniu „banderowskich agitatorów” i przekazaniu ich kontrwywiadowi wojskowemu. 
12 września przeprowadzono w Berlinie ostateczne rozmowy, a gdy ponownie Stepan Bandera, Jarosław Stećko i inni działacze OUN kategorycznie odmówili odwołania deklaracji niepodległości Ukrainy – wysłano ich do obozu koncentracyjnego Sachsenhausen.
17 września 1941 dowództwo Grupy Armii Południe wydało rozkaz o aresztowaniu wszystkich członków OUN-B. 25 listopada 1941 Adolf Hitler wydał rozkaz nr 12432/1941, w którym rozkazał zlikwidować organizację OUN Bandery i aresztować jej członków w związku z fałszywym oskarżeniem o przygotowywanie przez nią antyniemieckiego powstania w Reichskommissariat Ukraine.
Aresztowania objęły około 80% kadry kierowniczej OUN-B, i trwały jeszcze przez rok 1942. Organizacja z szoku otrząsnęła się dopiero po kilku miesiącach. Dowodzenie odtworzoną konspiracyjną OUN-B objął Mykoła Łebed. Na II Konferencji OUN-B w kwietniu 1942 potępiono zarówno faszyzm, jak i komunizm. Odżegnano się od wszelkiej współpracy z okupantem. Postanowiono liczyć tylko na własne siły i zmobilizować cały naród do walki o niepodległość jednocześnie ze wszystkimi wrogami – ZSRR, Niemcami i Rumunią.

## Skład rządu

### Według Torzeckiego
Według Ryszarda Torzeckiego w skład rządu wchodzili:
- Premier – Jarosław Stećko
- Wicepremier – Łew Rebet
- Ministerstwo bezpieczeństwa – Mykoła Łebed
- Ministerstwo Spraw Zagranicznych – Wołodymyr Stachiw
- Ministerstwo Propagandy – Jarosław Staruch
- Ministerstwo Koordynacji Politycznej – Iwan Kłymiw
- Ministerstwo Ochrony Zdrowia – Marian Panczyszyn, zastępca – Ołeksandr Barwinowskyj
- Ministerstwo Spraw Wewnętrznych – Wołodymyr Łysyj, zastępca – Kost Pankiwski
- Ministerstwo Gospodarki Narodowej – vacat, zastępca – Roman Ilnycki, Dmytro Jaciw
- Ministerstwo Leśnictwa – Andrij Piasećkyj
- Ministerstwo Oświaty i Kultury – W. Symowycz
- Ministerstwo Poczty i Telegrafu – A. Kostyszyn
- Ministerstwo Kolejnictwa – Ilaryj Moroz
- Ministerstwo Rolnictwa – Jewhen Chrapływyj
- Ministerstwo Spraw Wojskowych – gen. Wsewołod Petriw, zastępca – Roman Szuchewycz

### Według Melnyka
Andrij Melnyk w swej książce „30 czerwca 1941”, wydanej w 1967, podaje trochę inny skład rządu:
- Premier oraz reformy społeczne – Jarosław Stećko
- Wicepremier – Łew Rebet
- Wicepremier i Ministerstwo Ochrony Zdrowia – Marian Panczyszyn
- Ministerstwo Bezpieczeństwa Narodowego – Mykoła Łebed
- Ministerstwo Spraw Zagranicznych – Wołodymyr Stachiw
- Ministerstwo Informacji – Ołeksandr Haj-Hołowko
- Ministerstwo Koordynacji Politycznej – Iwan Kłymiw
- Ministerstwo Spraw Wewnętrznych – Wołodymyr Łysyj
- Ministerstwo Gospodarki Narodowej – Julijan Pawłykowśki
- Ministerstwo Leśnictwa – Andrij Piasećkyj
- Ministerstwo Oświaty I Spraw Religijnych – Radzykewycz
- Ministerstwo Transportu – Moroz
- Ministerstwo Rolnictwa – Jewhen Chrapływyj
- Ministerstwo Spraw Wojskowych – gen. Wsewołod Petriw
- Ministerstwo Sprawiedliwości – Julijan Fedorowycz
- Ministerstwo Finansów – Ilaryj Olchowyj

### Według Mazura, Skwary i Węgierskiego
Mazur, Skwara i Węgierski w swojej książce „Kronika 2350 dni wojny i okupacji Lwowa” podają następujący skład rządu:
- premier i minister reform socjalnych – Jarosław Stećko
- wicepremier i minister ochrony zdrowia – prof. dr Marian Panczyszyn
  - zastępcy, sekretarze ds. ochrony zdrowia – dr Ołeksandr Barwinski, dr Roman Osinczuk
- I lub II wicepremier – dr Lew Rebet
- minister wojny – Richard Jary
- minister bezpieczeństwa państwowego – Mykoła Łebed
- minister oświaty i wyznań religijnych – dr Wołodymyr Radzykewycz (po odmowie objęcia stanowiska przez dr Iwana Krypiakewycza)
  - zastępca – Mykoła Mostowycz
- minister obrony – gen. Wsewołod Petriw
  - zastępcy – Ołeksandr Hasyn, Roman Szuchewycz
- minister spraw wewnętrznych – dr Wołodymyr Łysyj
  - zastępca – Kost Pankiwśkyj (według innych danych zastępca członka rządu d/d administracji)
- minister spraw zagranicznych – Wołodymyr Stachiw
  - zastępca – prof. dr Ołeksandr Maritczak
- minister finansów – inż Ilaryj Olchowyj
- minister rolnictwa – dr inż. Jewhen Chrapływyj
- minister gospodarki – inż. Julijan Pawłykowśki (nie przyjął stanowiska)
  - państwowi sekretarze ministerstwa – Dmytro Jaciw, Roman Ilnycki
- minister handlu i przemysłu – Iwan Hrabar
- minister sprawiedliwości – dr Julijan Fedusewycz
  - zastępca ministra – dr Bohdan Dzerowycz
- minister leśnictwa – inż. Andrij Piasecki
- minister informacji i propagandy – Ołeksa Haj-Hołowko
  - państwowi sekretarze ministerstwa informacji – Osyp Pozyczaniuk, Jarosław Staruch
- minister koordynacji politycznej – Iwan Kłymiw (jednocześnie krajowy przewodniczący OUN-B)
- naczelnik kancelarii prezydialnej – dr Mychajło Roslak
- minister komunikacji – Teodor Moroz

Jednocześnie przewodniczącym Zarządu Miejskiego Lwowa został Jurij Polanski, od którego o 16:30 odebrał przysięgę na wierność państwu ukraińskiemu Jarosław Stećko.